# يوم فلج
يوم فلج هو أحد أيام العرب بين تميم وبكر بن وائل، كانت الغلبة فيها لبكر بن وائل على تميم.

## الموقع
حدث يوم فلج في شمال إقليم اليمامة النجدية وبالتحديد في منطقتي الدو (الدبدبة حاليا) ثم انتقلت إلى بطن فلج (وادي الباطن) بالسعودية حاليا.

## البداية والمعركة
سبب المعركة أن جمعاً من بكر ساروا إلى الصعاب فشتوا بها، فلما انقضى الربيع انصرفوا فمروا بالدو فلقوا ناساً من بني تميم من بني عمرو وحنظلة، فأغاروا على نعمٍ كثير لهم ومضوا، وأتى بني عمرو وحنظلة الصريخ فاستجاشوا لقومهم فأقبلوا في آثار بكر بن وائل فساروا يومين وليلتين حتى جهدهم السير وانحدروا في بطن فلج، وكانوا قد خلفوا رجلين على فرسين سابقين ربيئة ليخبراهم بخبرهم إن ساروا إليهم. فلما وصلت تميم إلى الرجلين أجريا فرسيهما وسارا مجدين فأنذرا قومهما، فأتاهم الصريخ بمسير تميم عند وصولهم إلى فلج، فضرب حنظلة بن يسار العجلي قبته ونزل فنزل الناس معه وتهيأوا للقتال معه، ولحقت بنو تميم فقاتلتهم بكر بن وائل قتالاً شديداً، وحمل عرفجة بن بحير العجلي على خالد بن مالك بن سلمة التميمي فطعنه وأخذه أسيراً. وقتل في المعركة ربعي بن مالك بن سلمة، فانهزمت تميم وبلغت بكر بن وائل منها ما أرادت، ثم إن عرفجة أطلق خالد بن مالك وجز ناصيته، كما تم أسر البعض منهم وقد حصلت (بكر بن وائل) على غنائم عظيمة.

## في الشعر
أول من قتل في وقعة يوم فلج هو غلام من بني عمران بن تغلب يكنى أبا أُثال، كان حليفًا في بني حنظلة، فقال في ذلك اليوم النعمان بن زرعة:
وقال حسان بن زرعة في قتله هريم بن مالك الحنظلي